# Sarronca

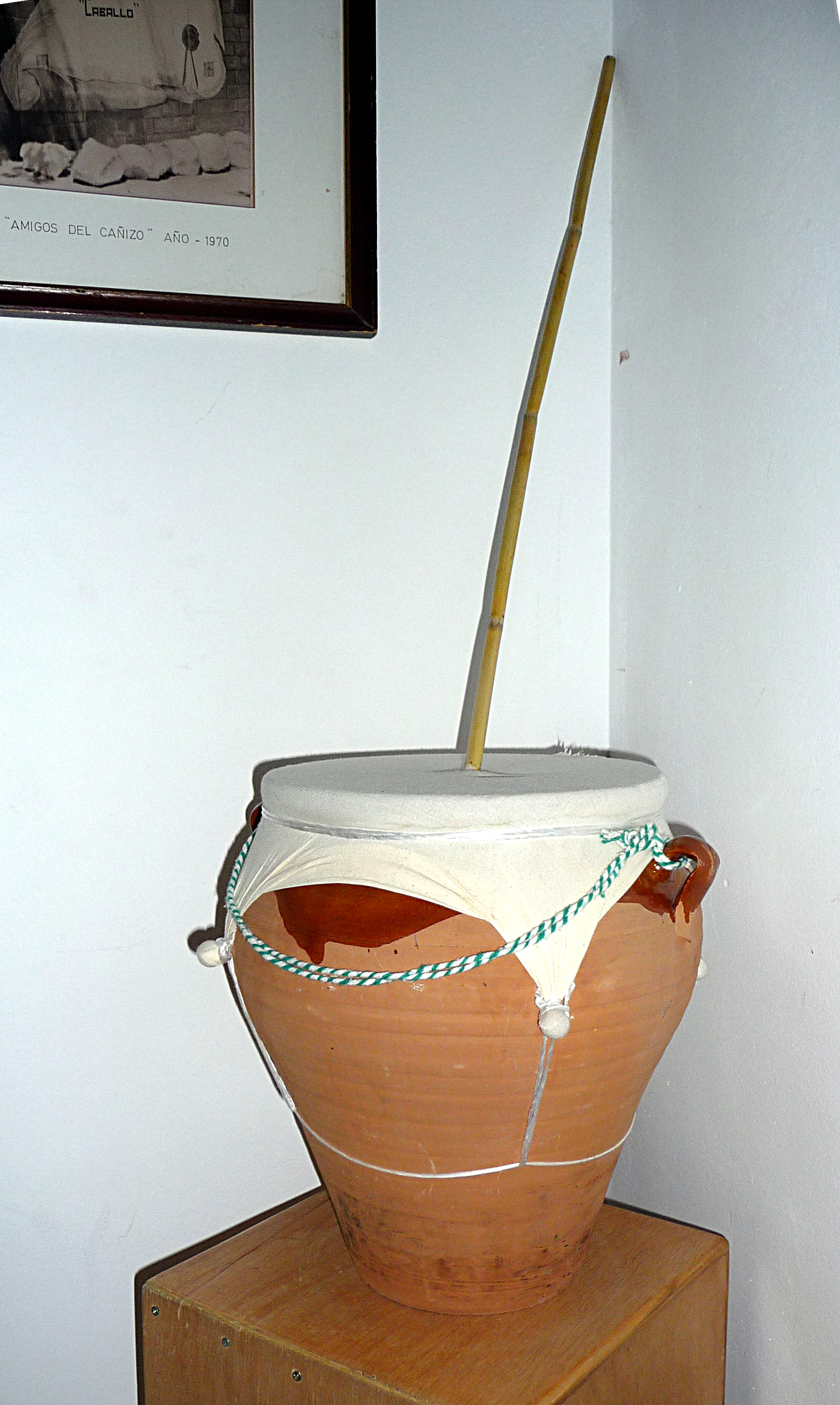
Uma zambomba espanhola.

A sarronca, ronca ou zamburra é um membranofone friccionado, típico de Portugal. Este instrumento musical acompanhava tradicionalmente as cantigas de Natal alentejanas.
É constituído por um recipiente oco (pode ser uma lata, uma bilha, etc.) coberto por uma pele (pele de cabra ou borrego; em alternativa, bexiga de porco). O centro da pele é perfurado por uma vara de madeira, e o som é obtido movimentando a para de cima para baixo, de tal forma que a vara friccione a pele esticada.
Em 2020, a ronca de Elvas foi candidata ao concurso Sete Maravilhas de Portugal, chegando a finalista distrital, pelo distrito de Portalegre.